# 레디 왕국
레디 왕국 또는 콘다비두 레디 왕국(1325-1448 CE)은 프롤라야 베마 레디가 창건한 남인도의 왕국이다. 레디 왕국은 오늘날의 안드라 해안과 중부 안드라프라데시주의 일부를 다스렸다.

## 어원
텔루구어 "레디"는 산스크리트어 "라슈트라쿠타"와 연결된 초기 형태로 "라디", "라토디", "라타쿠디"가 사용되었으며, 마을의 농경지 경작을 조직하고 세금을 징수하는 마을 이장들을 위해 사용되었다. 7세기부터 라타쿠디 가문의 일부 구성원들은 왕국의 행정에서 중요한 직책을 맡았다. 동판 기록에는 왕조 창시자의 조부가 군대의 사령관인 사이니야-나야카로 언급되어 있다.

## 역사
레디 왕들의 조상들은 카카티야 군대의 일원이었으며 사이니야-나야카와 같은 중요한 직책을 맡았다. 1323년 카카티야 왕국이 투글루크 왕조에게 멸망하자 이로 인해 안드라 지역은 정치적 공백 상태에 빠졌다. 이슬람 정복자들은 이 지역을 효과적으로 통제하지 못했고, 지역 텔루구족 전사들의 군사적 능력과 결합된 끊임없는 내분으로 1347년에는 이 지역 전체를 잃었다.
한편, 이로 인해 텔랑가나 지역의 무스누리(처음에는 해안 안드라에 기반을 두고 있었다)와 레카를라가 부상했으며, 해안 벨트는 세 번째 전사 혈통인 판타 씨족의 레디가 부상했다.
1325년 프롤라야 베마 레디(코마티 베마라고도 함)에 의해 설립된 그의 영토는 해안을 따라 남쪽의 넬로르와 서쪽의 시사일람까지 확장되었다. 그의 뒤를 이어 아나보타 레디가 왕국을 광범위하게 통합하고 군투르구의 콘다비두에 수도를 마련하였다.
1395년에는 동고다바리구 라자문드리에 수도를 둔 같은 계통의 분파에 의해 두 번째 레디 왕국이 설립되었다.

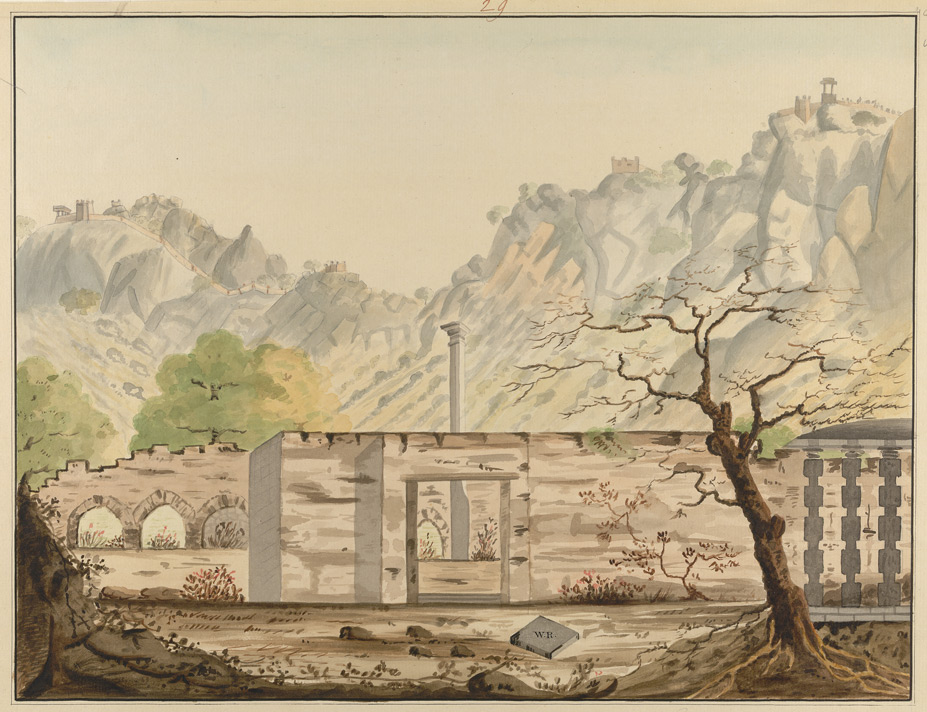
수채화 - 레디 왕국의 콘다비두 요새.

레디 왕들은 1325년부터 1448년까지 백 년 이상 동안 해안과 중부 안드라를 통치했다. 전성기의 레디 왕국은 북쪽으로는 쿠타크, 오리사, 남쪽으로는 칸치, 서쪽으로는 시사일람까지 뻗어 있었다. 왕국의 초기 수도는 아단키였다. 이후 수도가 콘다비두로 옮겨졌고 라자문드리에 분파가 설립되었다. 레디 왕국은 그들이 쌓은 요새로 유명하다. 하나는 비자야와다에서 북서쪽으로 20km 떨어진 콘다팔리에 있고 다른 하나는 군투르에서 서쪽으로 약 30km 떨어진 콘다비두에 있는 두 개의 주요 언덕 요새들은 레디 왕들의 요새 건설 기술에 대한 증거이다. 팔나두 지역에 있는 벨람콘다, 비누콘다, 나가르주나콘다의 요새들도 레디 왕국의 일부였다. 그 왕조는 15세기 중반까지 권력을 유지했다. 1424년, 콘다비두는 비자야나가라 제국에 합병되었고 라자문드리는 약 25년 후에 가자파티 제국에 의해 정복되었다. 비자야나가라 황제 크리슈나 데바 라야가 가자파티 프라탑루드라 데바를 패배시킨 후 가자파티는 마침내 해안 안드라의 지배권을 잃었다. 따라서 레디 왕국의 영토는 비자야나가라 제국의 지배하에 놓이게 되었다.

## 행정
왕국의 행정은 "다르마수트라"에 따라 수행되었다. 농업 잉여의 6분의 1이 세금으로 부과되었다. 아나보타 레디의 통치하에 무역에 대한 관세와 세금이 철폐되었으며, 그 결과 무역이 번성했다. 해상 무역은 모투 팔리 항구를 통해 이루어졌다. 많은 상인들이 그 근처에 정착했다. 아나베마 레디의 통치 기간 동안 '바산토차발루'를 기념하는 행사가 부활했다. 브라만들은 레디 왕으로부터 자유로운 보조금을 받았다. 라차 베마 레디는 무거운 세금을 거두었기 때문에 인기가 없었다.

## 종교

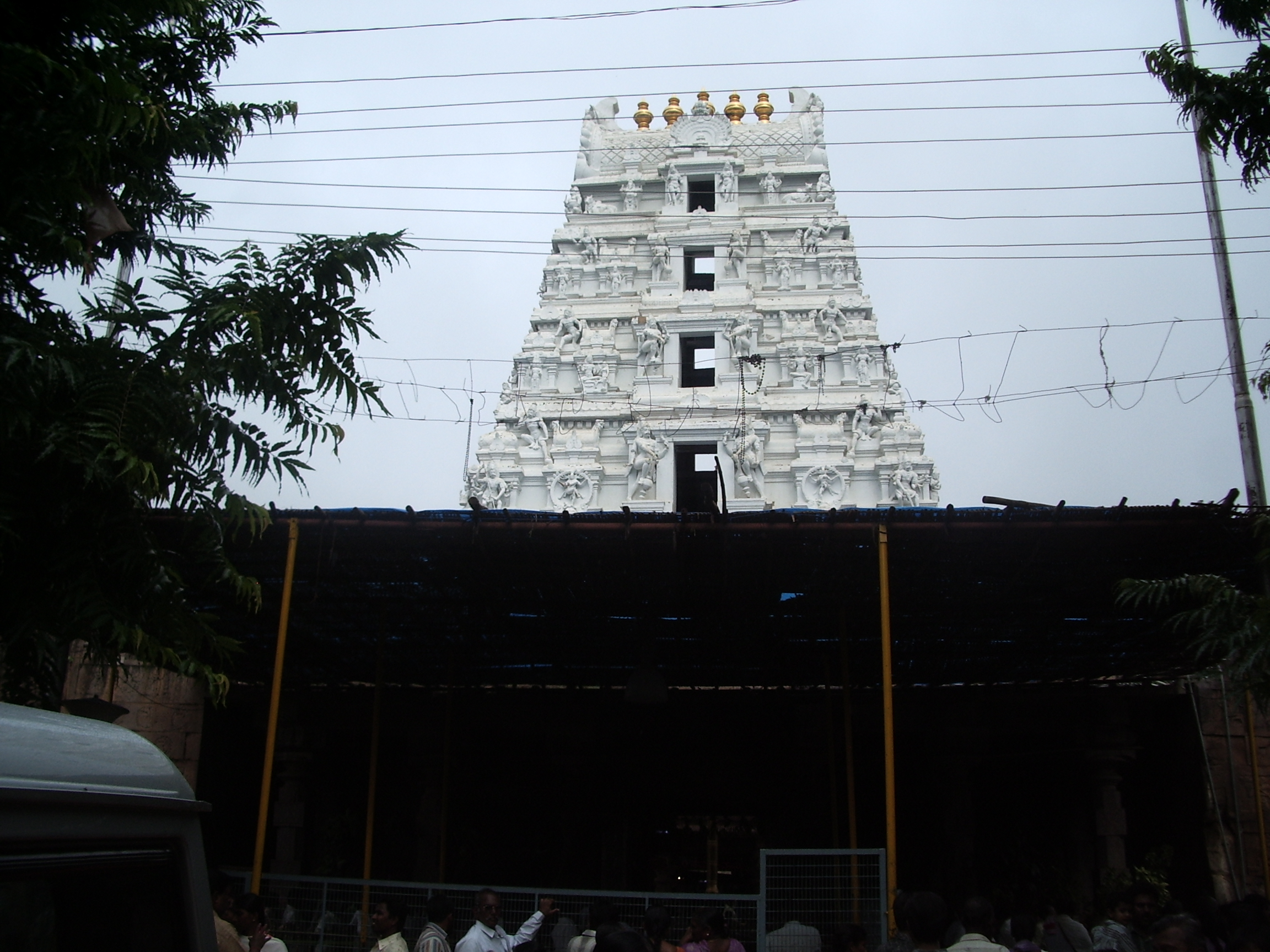
말리카르주나 스와미 사원, 스리사일람

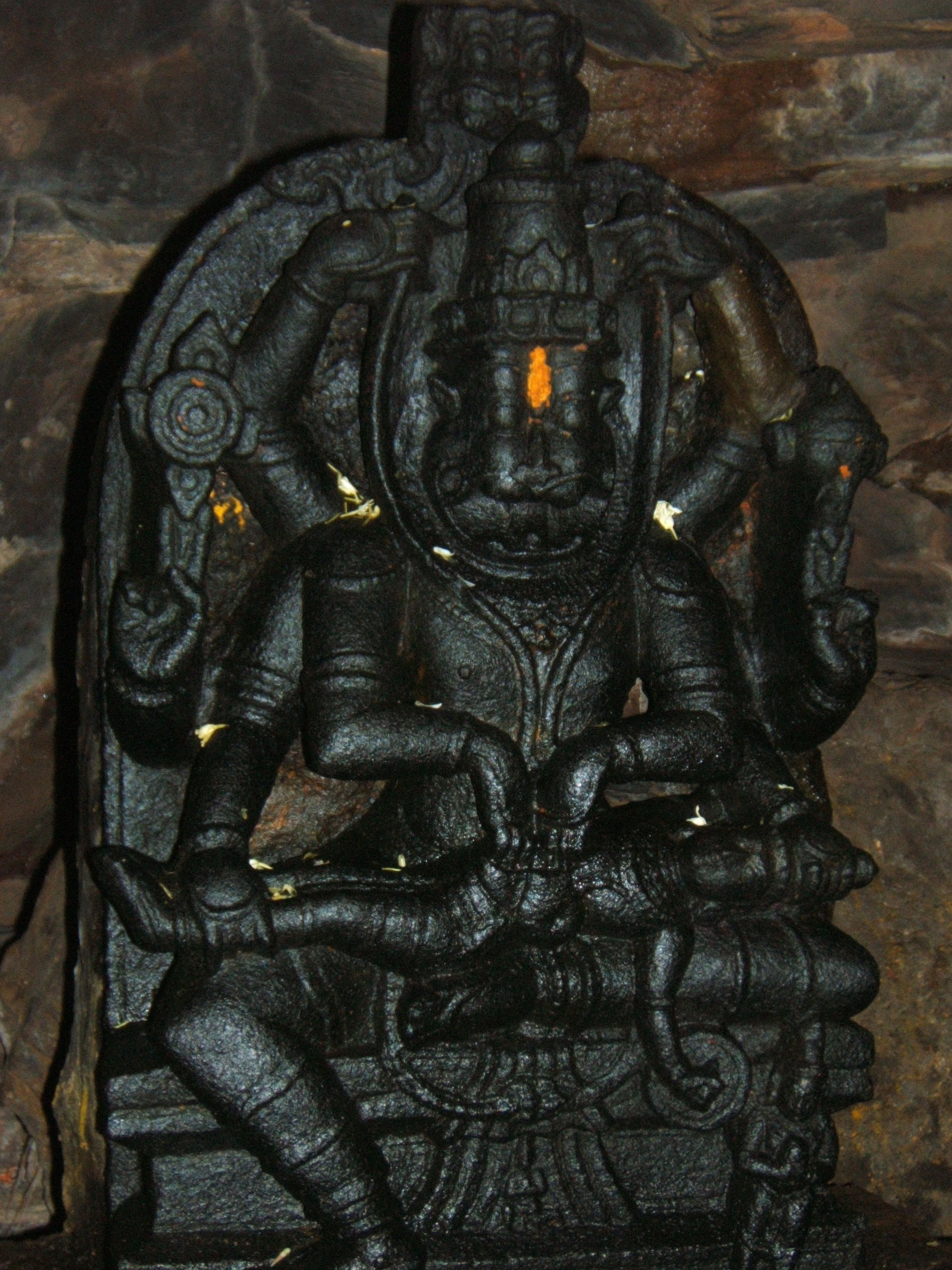
나라심하, 아호빌람

카카티야 이후 레디의 통치자들은 텔랑가나 지역에 중요한 역할을 했다. 1323년 델리 술탄국의 군대가 와랑갈을 침공해 카카티야의 통치자 프라타파 루드라를 생포하며 카카티야 제국은 멸망했다. 와랑갈은 침략자들에게 함락되었고 울루그 칸은 와랑갈과 텔랑가나를 다스렸다. 텔루구 국가의 외세 침략과 혼란의 시기에 반란의 씨앗은 안나야 만트리와 콜라니 루드라데바 두 왕자에게 뿌려졌다.
프롤라야 베마 레디가 레디 왕국을 설립한 해인 1325년은 안드라 역사에서 혼란스러운 시기였다. 레디 통치자들은 힌두교와 그 기관들을 후원하고 보호했다. 레디 왕들은 브라만들에게 자유로운 보조금을 주었고 브라만들의 아그라하라를 복구했으며, 베다 연구를 장려시켰다. 스리사일람과 아호빌람의 힌두교의 사원들은 더 많은 시설을 제공받았다. 프롤라야 베마 레디는 브라만들에게 많은 아그라하라를 주었다. 그는 아프라티마-부다나-파라수라마라는 칭호로 불리는 등 존경을 받았다. 그는 스리사일람 말리카르주나 스와미 사원의 대대적인 수리를 의뢰하고 크리슈나강에서 사원까지 이르는 계단을 만들도록 했다. 아호빌람의 나라심하 스와미 사원은 그의 통치 기간에 지어졌다. 그는 시바를 위해 108개의 사원을 지었다.

## 문학
텔루구 문학은 레디 왕국 아래서 꽃을 피웠다. 레디 왕들은 산스크리트어도 애용했다. 몇몇 레디 왕들은 뛰어난 학자이자 작가였다. 쿠마라기리 레디, 카타야 베마 레디, 페다코마티 베마 레디는 그들 중에서 가장 뛰어났다. 에라프라가다(에라나), 스리나타, 포타나는 이 시기의 주요 시인들이었다. 카비트라야(삼시인)의 마지막 사람인 에라프라가다는 프롤라야 베마 레디의 궁정 시인이었다. 그는 마하바라타의 텔루구어 번역을 완료했다. 그는 난나야 바투(마하바라타를 텔루구어로 번역하기 시작한 아야 카비)에 의해 불완전하게 남겨진 마하바라타의 아라냐 파르바의 번역을 완료했다. 그는 하리밤사와 나라심하 푸라나를 썼다. 에라나의 차푸 형태(시의 양식)의 라마야나 번역은 소실되었다.